# Petrești (Satu Mare)

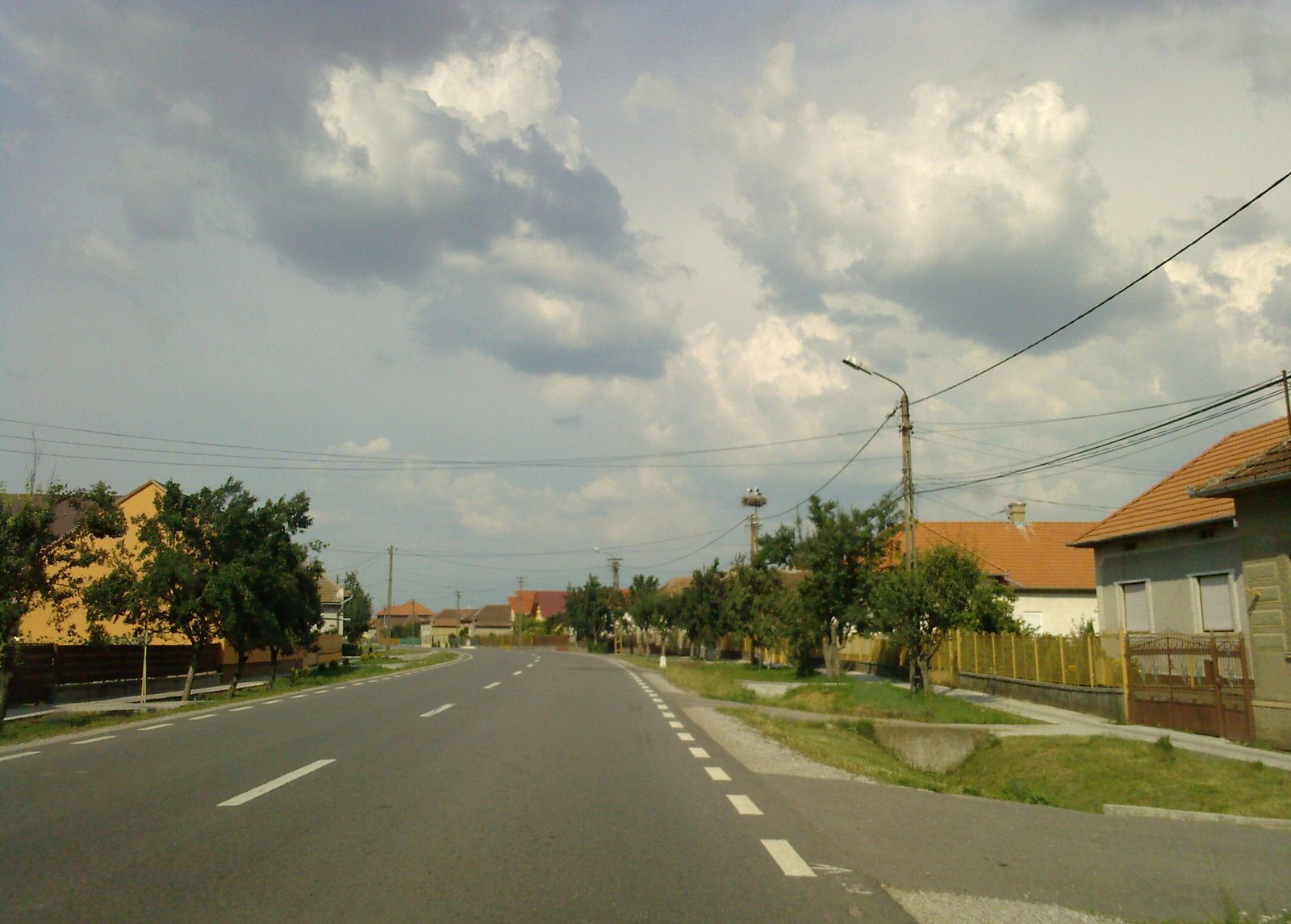
Petrești

Petrești (Hongaars: Mezőpetri; Duits: Petrifeld) is een gemeente in het district Satu Mare. Petrești ligt in de historische regio Transsylvanië, in het noordwesten van Roemenië.

De gemeente omvat twee dorpen: Dindeștiu Mic (Hongaars: Kisdengeleg) en Petrești.
In 1740 koloniseerde graaf Sándor Károlyi het dorp met een Duitse bevolking.  In de gemeente is het Petrești Zwabisch Museum, een huis dat typisch is voor de traditionele Zwabische architectuur.

## Bevolking
- Hongaren: 794 (47,17%)
- Roemenen: 199 (11,82%)
- Duitsers: 530 (31,49%)
- Zigeuners: 159 (9,44%)

73% Van de bevolking heeft het Hongaars als eerste taal, 14,31% spreekt Duits en 12,65% van de bevolkings spreekt Roemeens.
Steden met gemeentestatus: Satu Mare · Carei

Steden zonder gemeentestatus: Ardud · Negrești-Oaș · Tășnad · Livada

Gemeenten: Acâș · Andrid · Apa · Bătarci · Beltiug · Berveni · Bixad · Bârsău · Bogdand · Botiz · Călinești-Oaș · Cămărzana · Cămin · Căpleni · Căuaș · Cehal · Certeze · Craidorolț · Crucișor · Culciu · Doba · Dorolț · Foieni · Gherța Mică · Halmeu · Hodod · Homoroade · Lazuri · Medieșu Aurit · Micula · Moftin · Odoreu · Orașu Nou · Păulești · Petrești · Pir · Pișcolt · Pomi · Sanislău · Santău · Săcășeni · Săuca · Socond · Supur · Tarna Mare · Terebești · Tiream · Târșolț · Turț · Turulung · Urziceni · Valea Vinului · Vama · Vetiș · Viile Satu Mare